# Harong Hurong
Harong Hurong (in sylheti ꠢꠣꠞꠋ ꠢꠥꠞꠋ, in bengali হারং হুরং) è il nome di un'antica grotta nella divisione di Sylhet in Bangladesh. Il nome è formato da due antiche parole sylheti: harong, che significa «percorso stretto o alternativo», e hurang, che significa «tunnel». Il nome della grotta si riferisce quindi alla via alternativa del tunnel.

## Storia
Secondo una leggenda, nel 1303, quando il re di Gour Govinda apprese la notizia dell'arrivo di Shah Jalal nella regione, fuggì insieme al suo esercito attraverso il tunnel e scomparve per sempre.